# Enlèvements de citoyens sud-coréens par la Corée du Nord
On estime[Qui ?] à 84 532 le nombre de citoyens et citoyennes Sud-Coréens ayant été enlevés par la Corée du Nord pendant la Guerre de Corée. 
De plus, les statistiques sud-coréennes affirment que, depuis l'Armistice de Panmunjeom en 1953, environ 3 800 personnes ont été enlevées par la Corée du Nord (à la fin des années 1970 pour la plupart), dont 489 étaient toujours détenues en 2006.

## Terminologie
On distingue[Qui ?] deux types d'enlèvements par la Corée du Nord: ceux ayant eu lieu pendant la guerre de Corée et ceux ayant eu lieu après la guerre.

### Otages de guerre
On désigne[Qui ?] comme otages de guerre les coréens du sud ayant été enlevés vers le nord contre leur gré entre 1950 et 1953, pendant la Guerre de Corée, qui y sont morts ou qui y sont toujours détenus. La plupart d'entre eux sont des personnes formées ou qualifiées, telles que des politiciens, des fonctionnaires, des chercheurs, des éducateurs, des médecins, des fonctionnaires de justice, des journalistes ou des hommes d'affaires, Selon les témoignages de certains membres de la famille des victimes, la plupart des enlèvements ont été réalisés par des soldats de la Corée du Nord portant des noms spécifiques et mandats spéciaux lorsqu'ils se sont présentés chez eux. Ce qui tant à prouver que les enlèvements ont été effectués intentionnellement et de manière organisée.

### Otages d'après-guerre
On désigne[Qui ?] comme otages d'après-guerre les sud-Coréens qui ont été enlevés par des agents Nord-coréens en Corée du Sud, territoire ou pays étrangers, après l'armistice, signée en 1953. La plupart d'entre eux ont été capturés lors de la pêche à proximité de la Zone coréenne démilitarisée (DMZ), même si certains ont été enlevés par des agents Nord-coréens sur le territoire Sud-coréen. La Corée du nord a continué d'enlever des Sud-Coréens dans les années 2000, comme le montre le cas du révérend Kim Dongsik (coréen : 김동식), qui a été enlevé le 16 janvier 2000 et Jin Gyeong-suk (coréen : 진경숙), un transfuge Nord-coréen en Corée du Sud, qui a été enlevée le 8 août 2004, lors de son passage par la région frontalière Chine-Corée du Nord, en utilisant son passeport Sud-coréen.

## Contexte
Pendant la guerre, la Corée du Nord a enlevé des Sud-Coréens pour augmenter sa population, en prévision de l'après-guerre. Elle a recruté des membres de l'intelligentsia, qui était épuisée en Corée du Nord et a enlevé des spécialistes techniques et des ouvriers nécessaires pour à sa réhabilitation d'après-guerre. Il y avait l'intention de vider l'intelligentsia de la société Sud-coréenne, d'exacerber la confusion sociétale et de promouvoir le communisme en Corée du Sud en rendant ainsi sa réadaptation d'après-guerre difficile par une pénurie de spécialistes techniques et de population jeune. L'idée était aussi de déguiser les enlèvements en fuites volontaires vers un système politique plus avancé.
Dans ses Œuvres Complètes, Volume IV , daté du 31 juillet 1946, le leader Nord-coréen Kim Il-sung a écrit : « In regards to bringing Southern Chosun's intelligentsia, not only do we need to search out all Northern Chosun's intelligentsia in order to solve the issue of a shortage of intelligentsia, but we also have to bring Southern Chosun's intelligentsia ».
À propos des otages d'après-guerre, Yoichi Shimada, professeur à l'Université Fukui au Japon, estime que la Corée du Nord enlevait des ressortissants étrangers dans le but de :
1. Éliminer les témoins qui auraient vu des agents Nord-coréens en action.
2. Usurper l'identité de ressortissants étrangers et s'en servir pour infiltrer des agents Nord-coréens dans les pays concernés.
3. Forcer les victimes à enseigner leur langue et les coutumes locales à des agents Nord-coréens.
4. Leur faire subir un lavage de cerveau pour en faire des agents secrets; de simples pêcheurs ne pouvant pas avoir accès à de précieux renseignements, mais pouvant encore être formés comme espions et renvoyés vers le Sud.
5. Utiliser l'expertise ou les compétences particulières des victimes.
6. S'en servir comme époux pour des résidents en Corée du Nord peu communs pour des étrangers isolés tels que des transfuges ou d'autres victimes de rapt.

Ces six modèles ne sont pas incompatibles. En particulier les numéros 2, 3, et 4, qui viennent de l'ordre secret donné par Kim Jong-il en 1976 visant à utiliser les ressortissants étrangers de manière plus systématique et, de ce fait, d'améliorer la qualité de l'espionnage Nord-coréen, contribuant à sa « localisation de l'espion de l'éducation ».
En outre, les institutions chargées de mener des campagnes de propagande contre le Sud pourraient employer des personnes plus instruites dans, par exemple, leurs installations de radiodiffusion.

## Position de la Corée du nord sur la question des enlèvements
La Corée du nord a adopté différentes positions sur la question des enlèvements.
Dans le cas des enlèvements japonais, le 17 septembre 2002, le gouvernement Nord-coréen a officiellement admis, lors d'une réunion entre le leader Nord-coréen Kim Jong-il et le Premier ministre Japonais Koizumi, l'enlèvement de 13 citoyens japonais.
Sur la question des enlèvements de civils sud-coréens, la Corée du Nord a toujours prétendu n'en avoir jamais commis. Après l'Armistice, en 1953, la Corée du Nord a refusé la libération des otages de guerre Sud-coréens, en dépit d'une disposition de l'Article III de l'Accord d'Armistice de la guerre de Corée (document signé par les représentants des États-Unis, de la Corée du Nord et de la Chine) permettant aux civils victimes de rapt de retourner chez eux Ils ont, en lieu et place, renvoyé 19 étrangers vers le Sud. Contrairement aux Coréens, les Japonais et les autres étrangers n'ont aucun lien avec la péninsule et la Corée du Nord est donc susceptible de les considérer comme un handicap.[réf. nécessaire]
Au sujet des otages d'après-guerre, la Corée du Nord insiste sur le fait que les Sud-Coréens auraient volontairement fui vers la Corée du Nord, et y resteraient, de leur propre volonté, tout en leur refusant de communiquer avec leurs proches parents restés au sud. Malgré les témoignages d'ex-otages ayant réussi à s'échapper par leurs propres moyens du Nord, la Corée du Nord s'est accrochée à la position actuelle : « Il n'existe pas de victimes de rapt Sud-Coréens et nous ne pouvons pas confirmer leur existence ». L'ex-mari de l'otage japonais Megumi Yokota, lui-même soupçonné d'avoir été enlevé dans le Sud, a été autorisé à rencontrer sa mère sud-coréenne en 2006, mais la famille de Yokota a qualifié cette rencontre de coup médiatique de la part de la Corée du Nord, visant à isoler leur fille de sa famille japonaise, car l'homme s'est remarié à une Nord-Coréenne d'origine et a un fils avec elle.

## Pourparlers Inter-Corées
Le gouvernement de Séoul a précisé que le règlement de la question des prisonniers de guerre et des personnes enlevées pendant la guerre de Corée ne fait pas seulement partie de la responsabilité fondamentale du gouvernement coréen de protéger ses citoyens mais constitue aussi l'une de ses principales priorités. Mais malgré les pressions officielles du gouvernement sud-coréen pour que le gouvernement nord-coréen s'occupe de la question des enlèvements, il n'y a aucun résultat substantiel à ce jour. Depuis le Sommet Inter-corées tenu en 2000, le Sud et le Nord ont abordé la question des enlèvements lors de pourparlers; ainsi que pendant le deuxième sommet Sud-Nord, lors de tables rondes inter ministérielles ou autres congrès inter-coréens de la Croix-Rouge.
- Le 15 juin 2000, lors du premier Sommet Sud-Nord, le Président sud-coréen Kim Dae-jung et son homologue nord-coréen, Kim Jong-il, sont convenus de régler les questions humanitaires le plus tôt possible, y compris l'échange de groupes de visites de familles et de parents séparés. Mais de la Déclaration conjointe Nord-Sud du 15 juin, il ne ressort aucune référence à la question des enlèvements.
  - La même année, la Corée du Sud a rapatrié 63 espions communistes condamnés et a ensuite fourni des milliards de dollars en aides et échanges commerciaux avec le Nord. Mais elle s'est montrée réticente à contester les dénégations de la Corée du Nord selon lesquelles elle aurait enlevé des Sud-Coréens - même si Kim Jong-il a admis en 2002 que la Corée du Nord avait enlevé treize citoyens japonais et en avait libéré cinq[14].
- Le 24 juin 2005, lors de la quinzième série de pourparlers ministériels inter-coréens qui s'est tenue à Séoul, le Sud et le Nord sont convenus de tenir la sixième série de pourparlers inter-coréens de la Croix-Rouge pour aborder les questions humanitaires, notamment la confirmation du sort des personnes disparues et de l'endroit où elles se trouvaient pendant la guerre de Corée.
  - Au cours des sixièmes pourparlers inter-coréens de la Croix-Rouge, tenus en août 2005, le Sud et le Nord ont bel et bien abordé ces questions mais sans parvenir à des résultats concrets.
- Lors des huitièmes pourparlers inter-coréens de la Croix-Rouge tenus en avril 2007, les deux Corée se sont mises d'accord sur « le cadre des réunions de regroupement familial », coopérant et traitant la question des personnes disparues « pendant ou après » la guerre de Corée. Cette approche semble plus réaliste, mais montre aussi que la Corée du Nord refuse toujours d'admettre aucun cas d'enlèvement de Sud-Coréens.
- Lors du deuxième Sommet Sud-Nord, le 4 octobre 2007, Roh Moo-hyun a abordé la question des prisonniers de guerre et des enlèvements avec Kim Jong-il, mais ce dernier évita la question et n'y répondit pas[15].
- Les premiers pourparlers inter-coréens des Premiers ministres, en novembre 2007 et la neuvième série de pourparlers inter-coréens avec la Croix-Rouge (en novembre 2007) ont reconfirmé l'accord conclu lors de la huitième série de pourparlers avec la Croix-Rouge.

## Le cas des familles séparées
La Corée du Nord niant l'existence d'otages et de prisonniers de guerre sur son territoire, le gouvernement sud-coréen tente depuis novembre 2000 de résoudre la question en adoptant une approche plus réaliste consistant à inclure les personnes enlevées et les prisonniers de guerre dans la catégorie des familles séparées. Ce faisant, les familles de prisonniers de guerre ou d'otages peuvent également participer à des événements organisés pour les familles séparées par la guerre.
Grâce à ces efforts, 38 familles de personnes enlevées et de prisonniers de guerre ont pu rencontrer des membres de leur famille en Corée du Nord, et le sort de 88 personnes a été confirmé.
Contrairement aux politiques officielles, le rapport 2014 de la commission d'enquête des Nations unies sur les droits de l'homme en RPDC indique que le gouvernement sud-coréen n'a pas voulu soulever la question avec la Corée du Nord, voyant les cas d'enlèvements en termes politiques plutôt qu'humanitaires. En outre, le rapport affirme que « plus de 200 000 personnes qui ont été prises à partir d'autres pays de la RPDC ont potentiellement pu devenir des victimes de disparition forcée, telle que définie dans la Déclaration pour la Protection des Personnes contre les Disparitions Forcées » et « la plupart des proches d'otages d'après-guerre qui ont demandé à assister à une réunion de famille se sont vus notifier qu'à l'état d'avancement du dossier leurs proches sont depuis décédés ou que leur existence ne peut pas être vérifiée. Compte tenu du niveau élevé de surveillance des sud-coréens, de la nature de cette même surveillance dans la société en général, la Commission estime qu'il est difficile de croire qu'il est impossible de vérifier l'existence de ces personnes en Corée du nord ».

## La loi concernant les enlèvements
En dehors des pourparlers avec la Corée du Nord, le gouvernement sud-coréen a promulgué le 2 avril 2007 la loi pour les victimes d'enlèvements au nord durant l'après-guerre (ou la loi sur l'assistance et l'indemnisation des personnes enlevées depuis la signature de l'armistice). Sur la base de cette loi, les personnes enlevées ont droit, à leur retour en Corée du Sud, à une assistance. Le rapatrié lui-même et les membres de sa famille ont droit à une indemnisation pour les violations des droits de l'homme subies pendant cette période. En vertu de cette loi, le 16 octobre 2007, le gouvernement sud-coréen a créé le Comité d'indemnisation des victimes d'enlèvements au nord.

## Nombre de personnes enlevées

### Enlèvements en temps de guerre
En raison de la situation particulière due à la guerre, il est difficile de déterminer le nombre exact des personnes enlevées pendant la guerre de Corée. Les divers documents et statistiques publiés évoquent des chiffres considérablement différents. Le chiffre globale varie de 2 438 à 84 532. Lorsque la Croix-Rouge nationale coréenne a instauré une période définie de réenregistrement afin de dresser une liste des personnes disparues ou personnes déplacées en 1956, 7 031 personnes ont été enregistrées. C'est par l'intermédiaire de la Fédération internationale de la Croix-Rouge (FICR) que, le 26 février 1957, le Sud a transmis la liste des 7 034 personnes au Nord. Toutefois, selon l'enquête de l'Union des familles des victimes de la guerre de Corée en mars 2002, son nombre s'élève à 94 700..

### Enlèvements après la guerre
Après la guerre de Corée ou pendant la guerre froide, 3 795 personnes ont été enlevées et emmenées en Corée du Nord. Par la suite, via des manifestations du gouvernement sud-coréen et des divers efforts déployés par la Croix-Rouge nationale coréenne, 3 309 personnes sont rentrées en Corée du Sud. Six personnes se sont récemment échappées du nord et sont revenues seules en Corée du Sud. Un total de 480 personnes sud-coréennes ayant été enlevées restent en Corée du Nord contre leur volonté (en décembre 2007). Le graphique ci-dessous montre l'évolution du nombre de personnes enlevées par année.
| Année | Nombre de rapts | Total | Année | Nombre de rapts | Total |
| ----- | --------------- | ----- | ----- | --------------- | ----- |
| 1955  | 10              | 10    | 1973  | 8               | 392   |
| 1957  | 2               | 12    | 1974  | 30              | 422   |
| 1958  | 23              | 35    | 1975  | 31              | 453   |
| 1964  | 16              | 51    | 1977  | 3               | 456   |
| 1965  | 19              | 70    | 1978  | 4               | 460   |
| 1966  | 4               | 74    | 1980  | 1               | 461   |
| 1967  | 42              | 116   | 1985  | 3               | 464   |
| 1968  | 127             | 243   | 1987  | 13              | 477   |
| 1969  | 19              | 262   | 1995  | 1               | 478   |
| 1970  | 36              | 298   | 1999  | 1               | 479   |
| 1971  | 20              | 318   | 2000  | 1               | 480   |
| 1972  | 66              | 384   |       |                 |       |

## Enlèvements majeurs

### Statut des personnes enlevées et détenues
|             | Total | Pêcheurs | Korean Air | 1-2 bateau[Quoi ?] | Autres |
| ----------- | ----- | -------- | ---------- | ------------------ | ------ |
| Enlèvements | 3 796 | 3 696    | 50         | 24                 | 26     |
| Détention   | 480   | 427      | 11         | 24                 | 18     |

### Pêcheurs
Le 28 mai 1955, un bateau de pêche sud-coréen, le Daesung-ho, avec un équipage de dix pêcheurs, est détourné par les autorités nord-coréennes. Depuis lors, des agents nord-coréens ont détourné de nombreux navires sud-coréens et enlevé leurs membres d'équipage. Au total, 3 696 pêcheurs et plus de 120 bateaux de pêche ont été saisis par la Corée du Nord.
Après de fortes protestations du gouvernement sud-coréen, la Corée du Nord a rapatrié 3 262 personnes. Six autres personnes sont récemment [Quand ?] rentrés chez eux en Corée du Sud par leurs propres moyens. Mais 427 pêcheurs au total sont toujours détenus en Corée du Nord.

### Étudiants
Cinq lycéens sud-coréens (Kim Young-nam, Hong Geon-pyo, Lee Myoung-woo, Lee Min-gyo et Choi Seung-min) ont disparu en 1977 et en 1978. D'abord considérés comme personnes disparues, il a été découvert à la fin des années 1990, grâce aux témoignages d'espions nord-coréens en Corée du Sud, qu'ils travaillaient en tant qu'instructeurs et enseignaient les rudiments du mode de vie sud-coréen à de potentiels agents secrets du Nord. On sait que parmi eux se trouvait le mari de l'otage japonaise Yokota Megumi, Kim Young-nam.

### Membres d'équipage de la marine sud-coréenne
Le 5 juin 1970, des patrouilleurs nord-coréens ont saisi un navire de radiodiffusion sud-coréen avec 20 membres d'équipage à bord au large de la côte ouest, près de la ligne de démarcation militaire. Le navire montait la garde pour les bateaux de pêche sud-coréens.

### Détournement d'avion de la Korean Air Lines
En décembre 1969, des agents nord-coréens ont détourné un avion de ligne sud-coréen YS-11 à destination de Wonsan alors qu'il se rendait de Kangnung à Séoul avec 51 personnes à son bord ; en février 1970, 39 membres d'équipage et passagers ont été libérés. Les 11 autres étaient toujours détenus en Corée du Nord. Finalement, deux hôtesses de l'air sont devenues animatrices des émissions de propagande nord-coréenne destinées au public sud-coréen.

### Enlèvements à l'étranger
En février 1978, l'actrice sud-coréenne Choi Eun-hee et son mari, le réalisateur Shin Sang-ok, ont été enlevés à Hong Kong et emmenés à Pyongyang. Ils ont été enlevés sur ordre de Kim Jong-il, fils du président nord-coréen Kim Il-sung, qui souhaitait les utiliser pour améliorer l'industrie du film nord-coréen. Shin a tenté de s'échapper et a passé cinq ans dans un camp de rééducation avant de retrouver sa femme. Alors qu'il vivait en Corée du Nord, Shin a réalisé le film d'horreur Pulgasari. En avril 1984, des représentants du gouvernement sud-coréen ont déclaré que les personnes enlevées travaillaient en Corée du Nord et produisaient des films de propagande glorifiant Kim Il-sung et Kim Jong-il. Le couple s'est enfui aux États-Unis en 1986 alors qu'il était en tournage à Vienne.
Dans les années 1990, la plupart des enlèvements de ce type ont eu lieu en Chine et leurs victimes étaient des militants politiques, des missionnaires et des espions sud-coréens ou présumés. Tous ces enlèvements ont eu lieu dans le nord-est de la Chine, près des frontières avec la Corée du Nord.
- En janvier 2000, le révérend sud-coréen Kim Dong-Shik, un résident légal des États-Unis, aurait disparu à Yanji, dans le nord-est de la Chine. Kim serait impliqué activement depuis 1995 dans le travail évangélique auprès des évadés/réfugiés nord-coréens à Yanji, dans la province du Jilin, en Chine. En octobre 2000, les services de renseignement nationaux sud-coréens auraient confirmé que Kim avait été enlevé par des Nord-Coréens à Yanbian (Chine) le 1er février 2000. En avril 2005, le Tribunal Central de Séoul a condamné le citoyen chinois Ryu Young-hwa pour avoir aidé des agents nord-coréens au rapt de Kim.
- En juillet 1995, une équipe de trois agents nord-coréens et leurs deux collaborateurs coréens à Jilin ont enlevé un pasteur sud-coréen, le révérend Ahn Seung-woon, dans le sud de la Mandchourie. Pyongyang a prétendu qu'Ahn avait fait défection volontairement. Mais un tribunal chinois a condamné un citoyen nord-coréen pour avoir organisé l'enlèvement d'Ahn et l'avoir déporté en Corée du Nord en juillet 1997, à une peine de deux ans d'emprisonnement.

Les enlèvements en Corée du Nord ne se sont pas limités à l'Asie du Nord-Est et de nombreuses personnes enlevées l'ont été alors qu'elles se trouvaient à l'étranger, ce qui préoccupe vivement la communauté internationale.
- Le 5 avril 1971, Yu Sung-gun, diplomate sud-coréen en poste à l'ambassade de Corée du Sud en Allemagne de l'Ouest, fut enlevé par des Nord-Coréens à Berlin-Ouest[26].
- En juin 1979, des agents nord-coréens ont enlevé en Norvège un enseignant sud-coréen, Ko Sang-moon, qui avait pris un taxi et déclaré que sa destination était l'ambassade de Corée, mais le chauffeur l'aurait conduit à l'ambassade du mauvais pays[27].
- En août 1987, Lee Chae-hwan, étudiant sud-coréen inscrit aux États-Unis à l'Institut de technologie du Massachusetts, a été enlevé par des Nord-Coréens alors qu'il se rendait en Autriche[28].

### Rapport de l'ONU sur la commission d'enquête sur les droits de l'homme en RPDC
- Conseil des droits de l'homme des Nations unies,S session 25 Report of the commission of inquiry on human rights in the Democratic People's Republic of Korea le 7 février 2014 (Archivé ici)
- Conseil des droits de l'homme des Nations unies,  session 25 Report of the detailed findings of the commission of inquiry on human rights in the Democratic People's Republic of Korea le 7 février 2014 (Archivé ici)